# Église Sainte-Cécile-du-Trastevere
Pour les articles homonymes, voir Sainte-Cécile, Sainte Cécile et Cécile.
L'église Sainte-Cécile-du-Trastevere (Santa Cecilia in Trastevere) est une église de Rome, dans le quartier du Trastevere. Sa construction remonte au Ve siècle et est dédiée à sainte Cécile dont elle abrite les reliques. Elle a le rang de basilique mineure. 

## Histoire
La première église Sainte-Cécile fut fondée probablement au Ve siècle par le pape Urbain Ier, et dédiée à la martyre romaine Cécile. La tradition dit que l'église fut construite à l'emplacement de sa maison. Le baptistère de l'église, avec les ruines d'une maison de la Rome impériale furent retrouvées durant des fouilles sous la chapelle des Reliques. Au synode de 499 présidé par le pape Symmaque, l'église est mentionnée comme titulus Ceciliæ. Le 22 novembre 545, le pape Vigile célébrait la sainte dans l'église, quand l'émissaire de l'impératrice Theodora, Antemi Scribone, le captura.[réf. nécessaire]
Le pape Pascal Ier fit reconstruire l'église en 822, et y ramena les reliques de sainte Cécile des catacombes de Calixte Ier. D'importantes restaurations furent réalisées au XVIIIe siècle.
Un titre cardinalice, très ancien, est attaché à Sainte-Cécile du Trastevere.

## Description
L'église actuelle est un mélange de styles et de couleurs. Le campanile, en briques, est de style roman (XIIe siècle), le portique et ses mosaiques datent également de cette époque. Par contre, la façade blanche de l'église fut construite en 1725 en style baroque par Ferdinando Fuga. L'église possédait une cour avant qui donnait sur le narthex décorée avec d'anciennes mosaïques, des colonnes et une fontaine ornée d'un grand vase de marbre. Cela fait partie aujourd'hui de la place-jardin devant l'église. La façade est ornée du blason du cardinal titulaire, le cardinal Acquaviva, qui finança cette partie de l'église

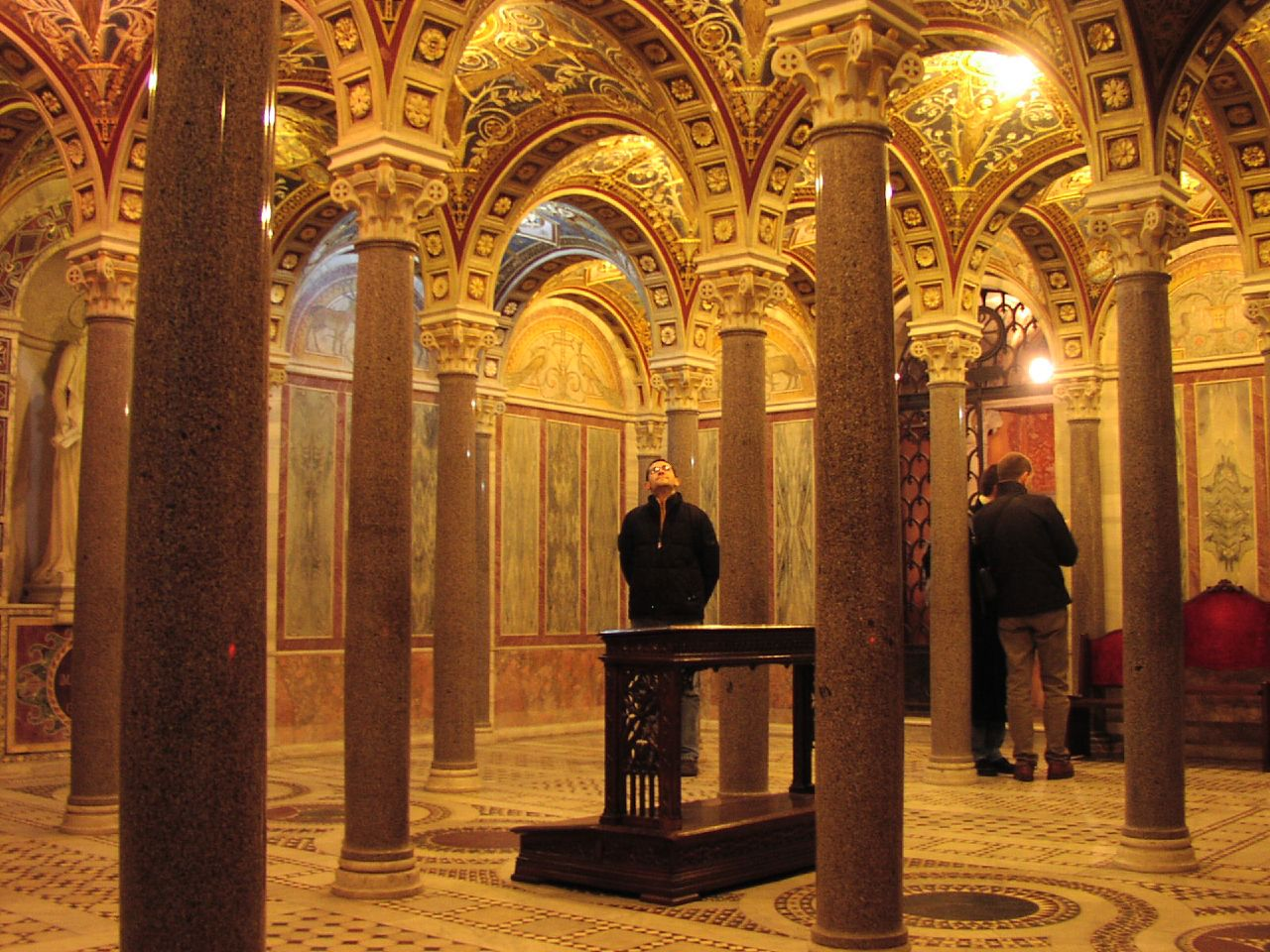
Crypte
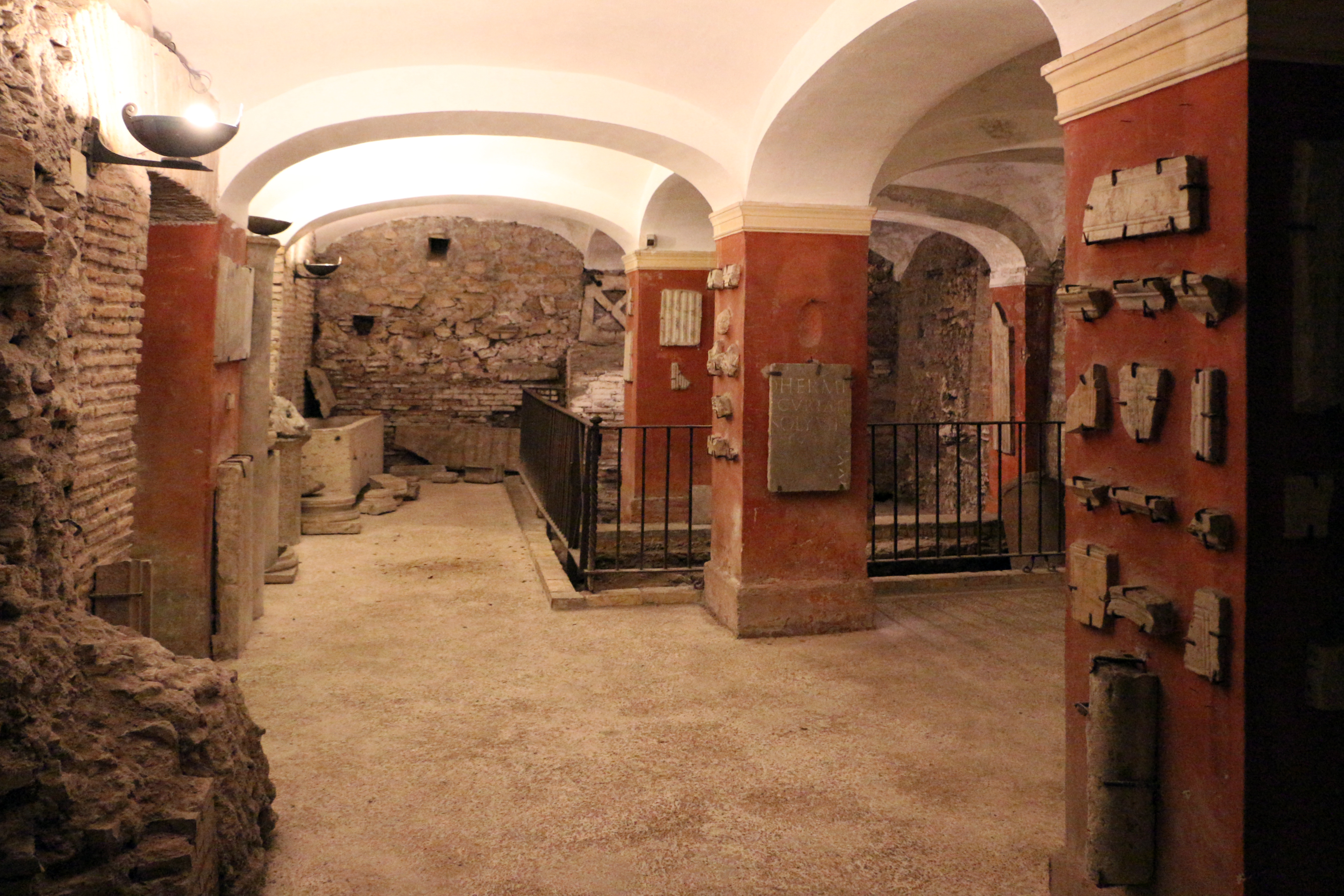
Souterrains
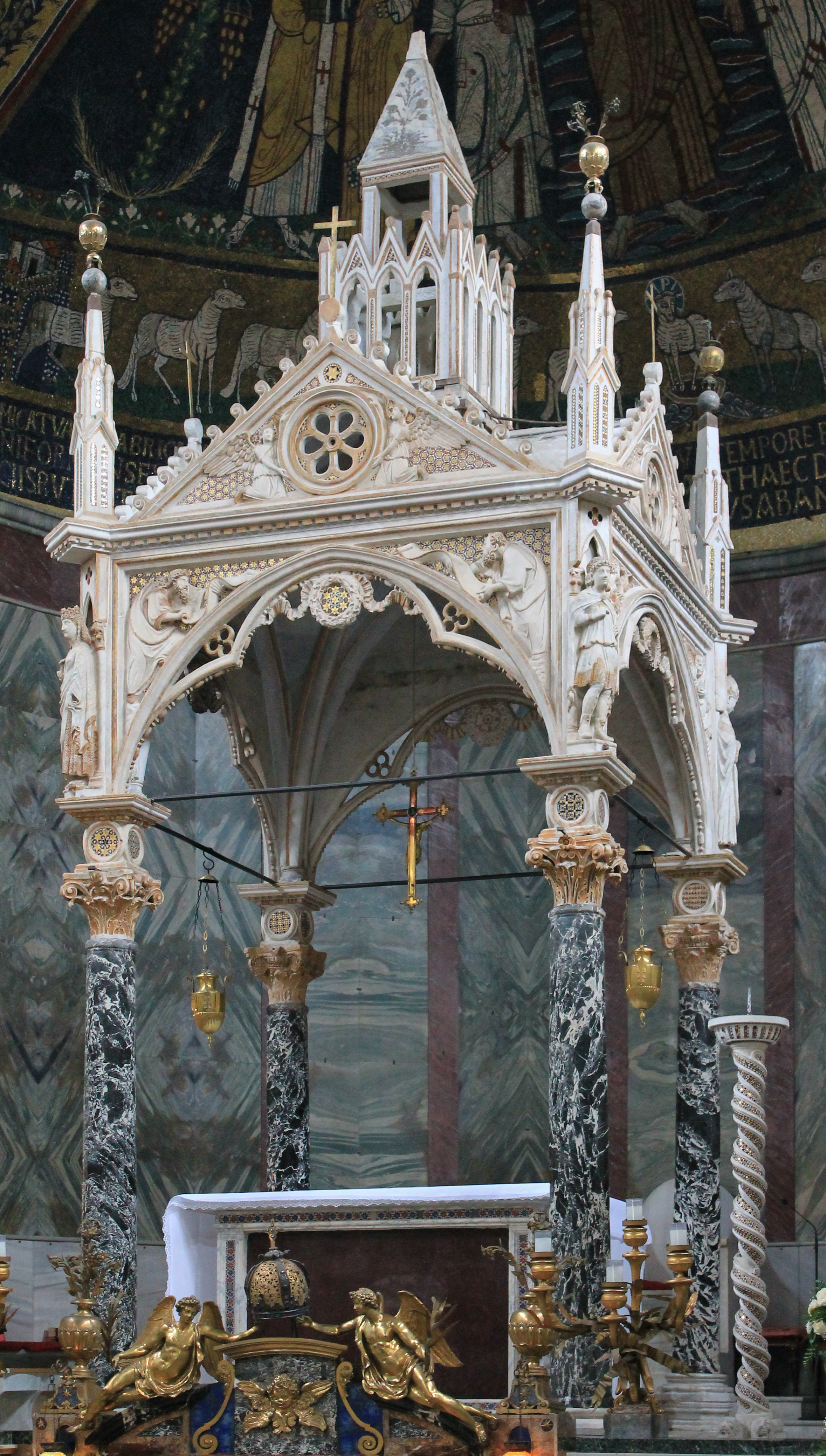
Ciborium
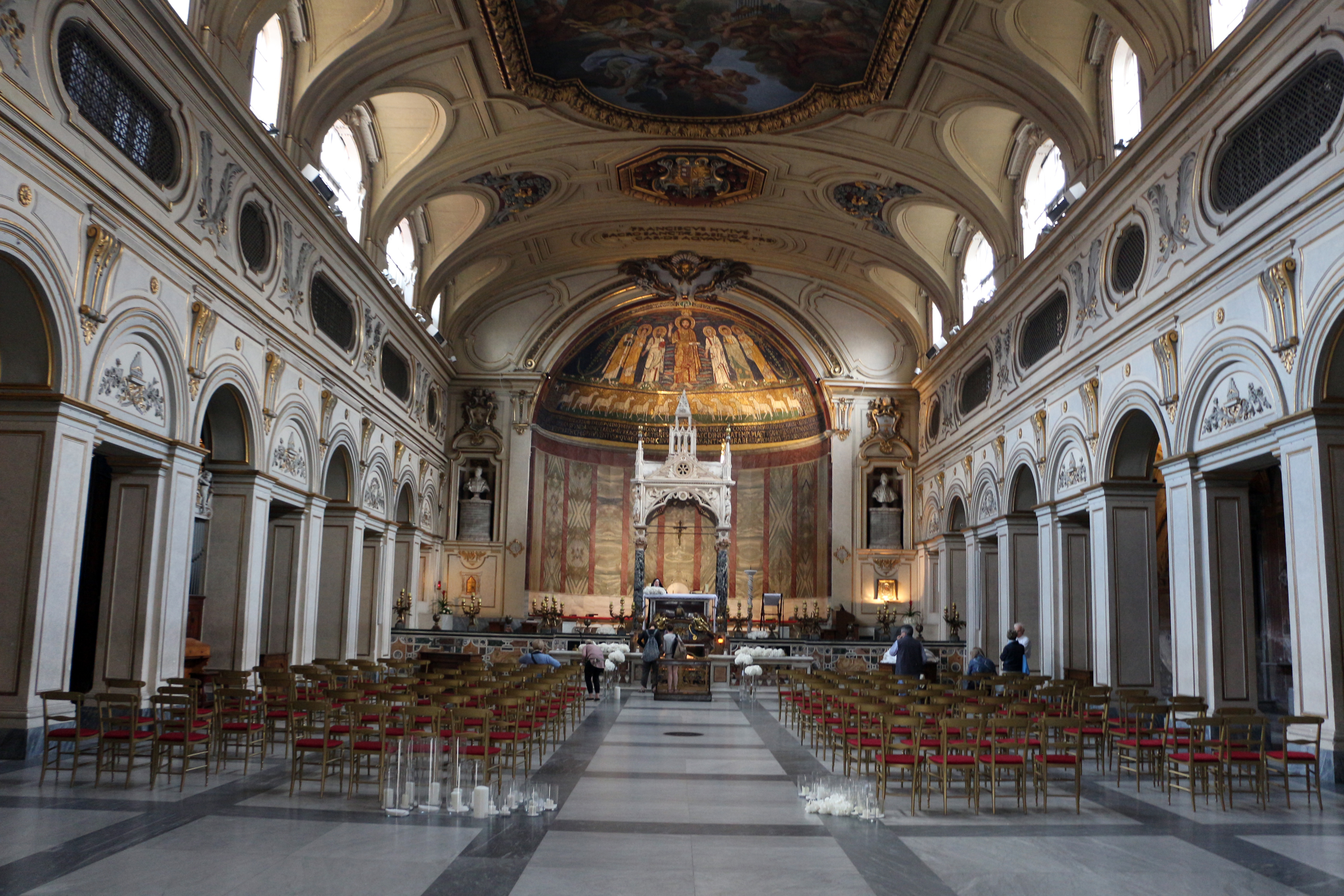
Intérieur
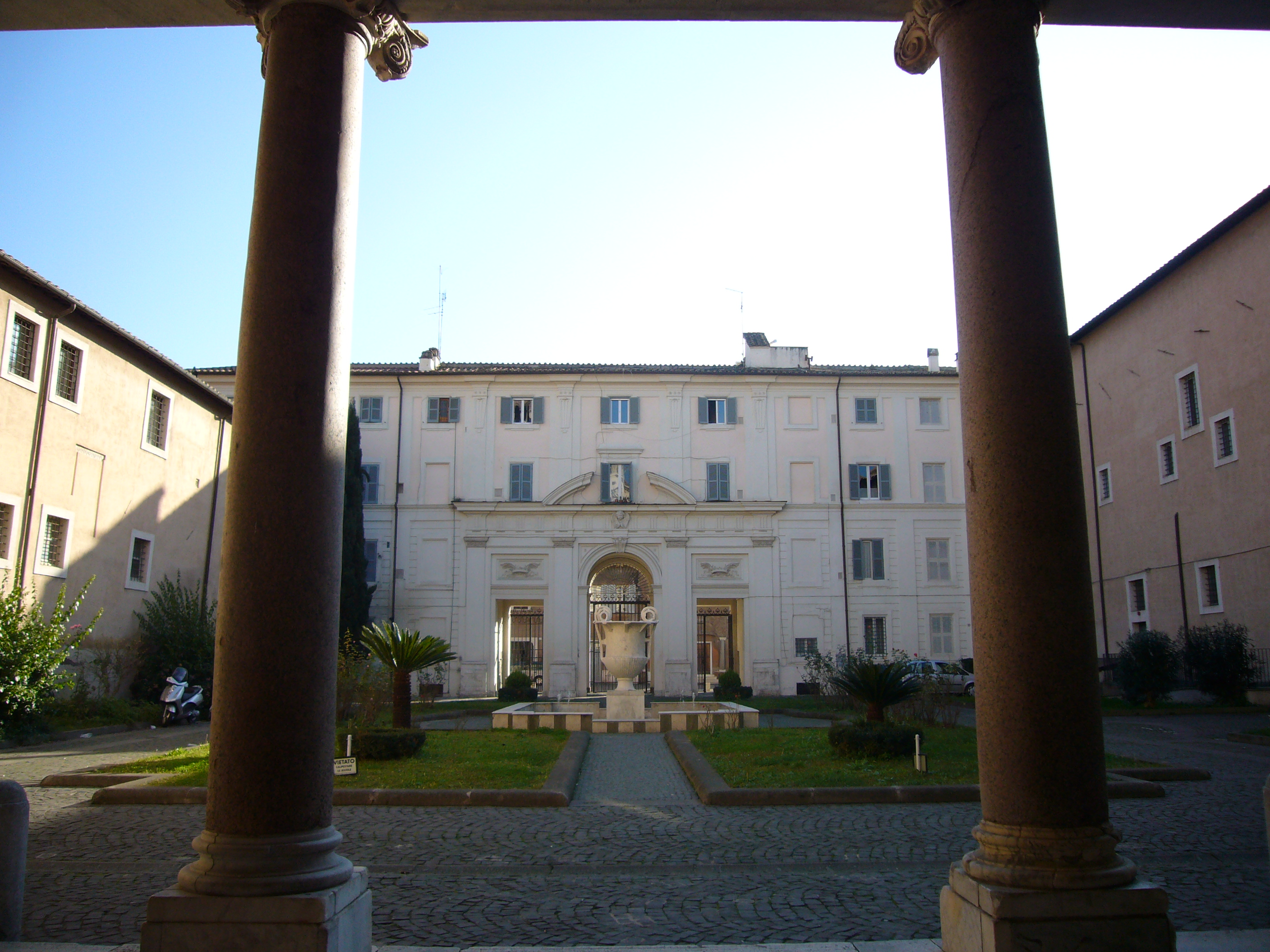
Cortile
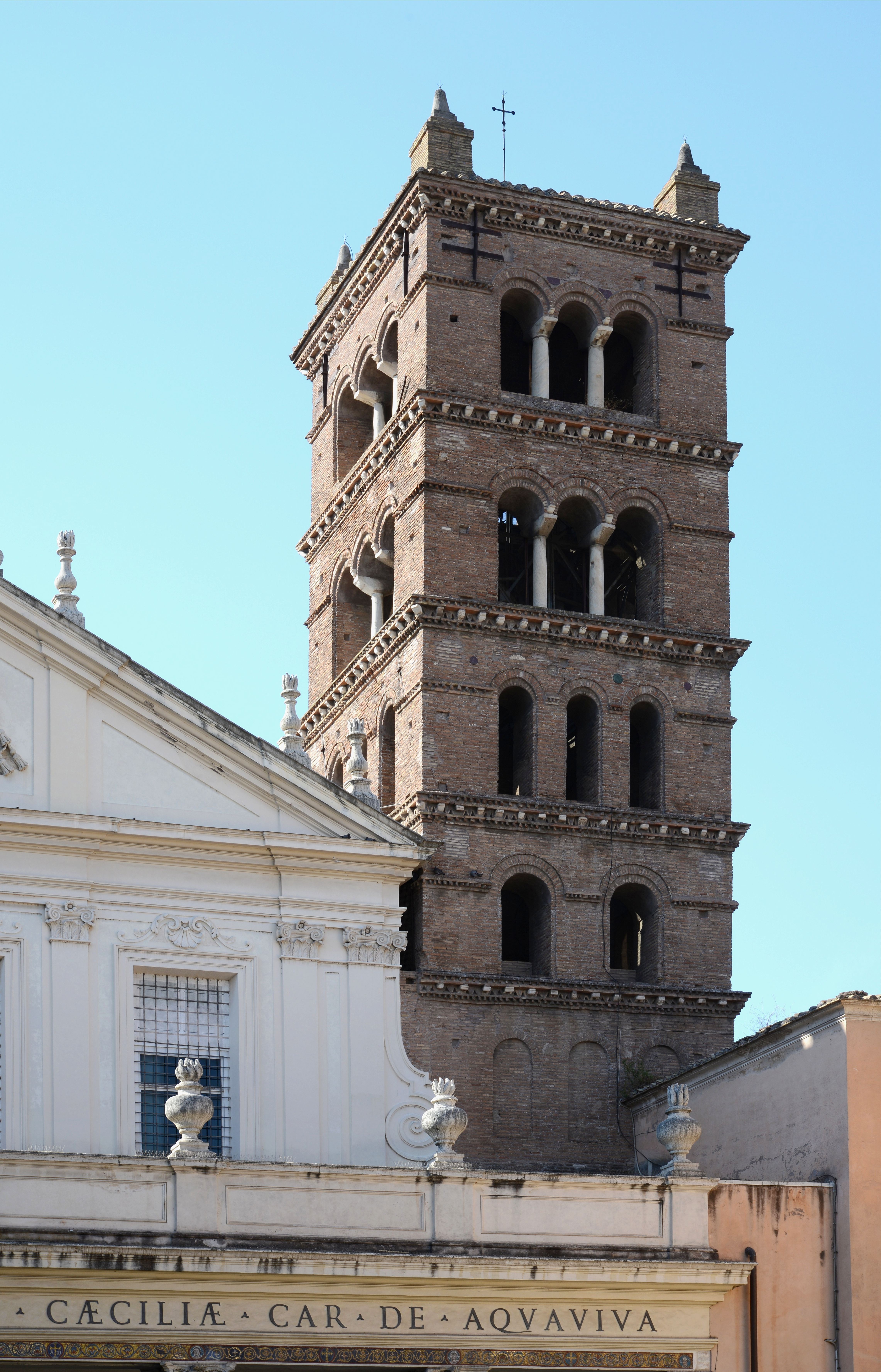
Campanile roman

## Art et architecture

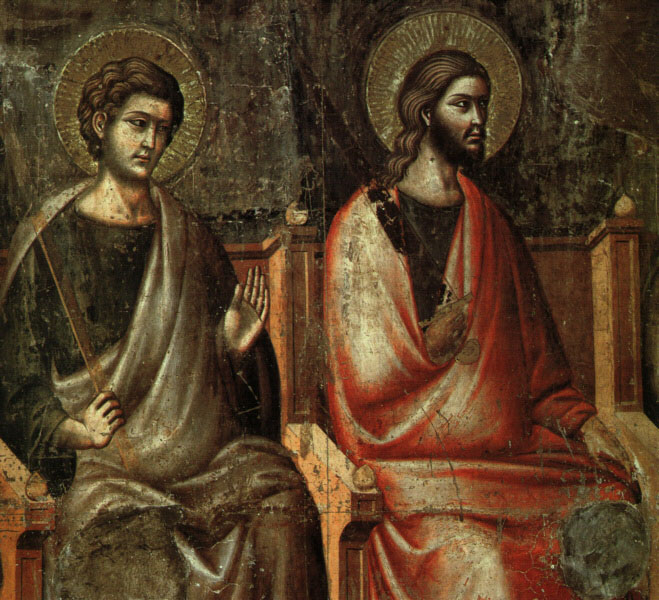
Le Jugement dernier (détail des apotres), par Pietro Cavallini (1295-1300).

Sebastiano Conca avait peint La Glorification de sainte Cécile en 1724, comme travail préparatoire au plafond de l'église. Cette toile fut offerte au duc de Parme et est aujourd'hui conservée dans les appartements royaux du Palais Pitti à Florence.
Le cloître abrite la magnifique et célèbre fresque du Jugement Dernier de Pietro Cavallini (1293), seule œuvre majeure du peintre romain à être parvenue jusqu'à nous. La fresque fut recouverte lors d'une restauration en 1725 et oubliée pendant près de deux siècles, jusqu'à sa redécouverte en 1900.

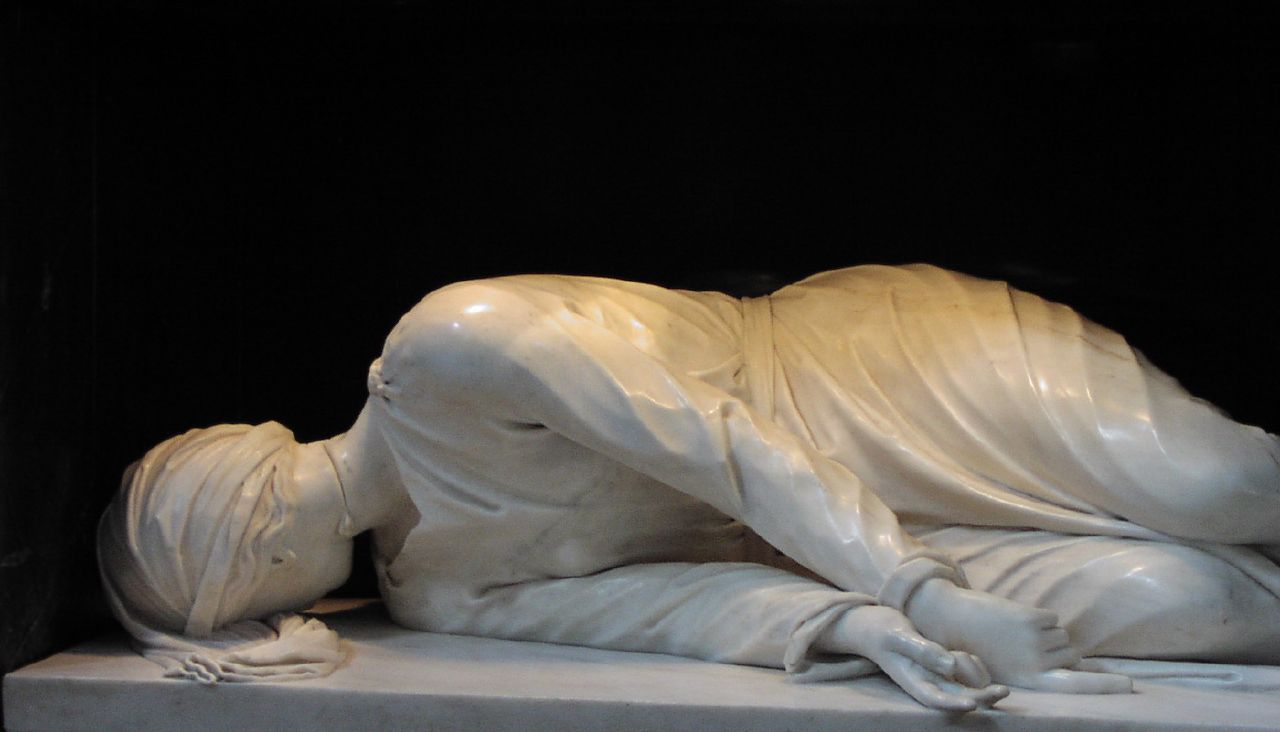
Martyre de Sainte-Cécile, par Stefano Maderno, exemple de sculpture Baroque.